# Барвер
Барвер (нем. Barver) — коммуна в Германии, в земле Нижняя Саксония.
Входит в состав района Дипхольц. Подчиняется управлению Реден. Население составляет 1038 человек (на 31 декабря 2010 года). Занимает площадь 25,9 км².
| Год  | Население |
| ---- | --------- |
| 1990 | 1177      |
| 1995 | 1154      |
| 2000 | 1098      |
| 2005 | 1104      |
| 2010 | 1045      |